# Apeldoorns sexdagars
Apeldoorns sexdagars var ett nederländskt sexdagarslopp som avhölls den 17–22 december 2009 i Apeldoorn. Ett andra lopp var inplanerat i december 2010, men ställdes in på grund av att världsmästerskapen skulle gå i Apeldoorn i mars 2011. Sexdagarsloppet flyttades sedan till november 2011, men ställdes återigen in. Loppet har inte återkommit sedan dess (2025).
| År   | Vinnare                                 | Tvåa                             | Trea                                 |
| 2009 | Robert Bartko Léon van Bon Pim Ligthart | Peter Schep Danny Stam Tim Veldt | Iljo Keisse Marcel Barth Jens Mouris |